# Ramon Vinyes Vinyes
Ramon Vinyes Vinyes (La Vilella Alta (Priorat) 1870 - Reus 1960) va ser un pintor català.
Estudià a Reus i marxà a Barcelona de ben jove, on es va relacionar amb alumnes de la Llotja, va fer de crític d'art en diversos diaris i va establir amistat amb mossèn Cinto Verdaguer, del qual en va fer alguns retrats. Marxà a Buenos Aires i després a Sao Paulo, ciutats en les que residí uns anys i que conserven algunes de les seves obres. Va ser conegut allà i en altres llocs per la seva facilitat per pintar retrats de personatges. Tornat a Reus, va fer, per impuls del doctor Alexandre Frías, íntim amic seu, molts dels quadres de la galeria de reusencs il·lustres de l'Ajuntament de Reus: Eduard Toda, Martí Folguera, Antoni Gaudí, Sol i Ortega, Antoni Aulèstia, Baldomer Galofre, Josep Llovera, Marià Fortuny, Andreu de Bofarull i altres. Al seu taller hi anaven a aprendre alguns artistes i pintors, com ara Neus Segrià. En la postguerra, cap el 1945 va ser ingressat a l'hospital de Reus, malmès de salut, però l'any següent en va sortir per anar a residir a La Vilella, on li van oferir un homenatge, i des d'on tornava esporàdicament a Reus, al seu taller. Però la seva salut l'obligà a quedar-se a l'hospital de Reus definitivament, on va seguir pintant, rebent els amics i tocant la guitarra, a la que era molt aficionat. De l'hospital estant, que va convertir en la seva residència, va exposar quadres al Centre de Lectura de Reus, a Cornudella, a Tarragona i fins i tot a Barcelona. Segons diu el doctor Josep Balsells, al Saló de Conferències de l'Hospital hi havia pintures a l'oli fetes per Vinyes que representaven destacats metges de l'estat espanyol i de l'estranger, i altres amb temes relacionats amb la història de la medicina.